# Assiniboia-Bengough (circonscription saskatchewanaise)
Pour les articles homonymes, voir Assiniboia et Bengough.
Circonscription électorale provinciale du Canada
Assiniboia-Bengough est une ancienne circonscription électorale provinciale de la Saskatchewan au Canada. Elle est représentée à l'Assemblée législative de la Saskatchewan de 1971 à 1975.

## Liste des députés
| Parlement                                                                   | Années                                     | Député                                     | Député                                     | Parti                                      |
| Assiniboia-Bengough                                                         | Assiniboia-Bengough                        | Assiniboia-Bengough                        | Assiniboia-Bengough                        | Assiniboia-Bengough                        |
| Nouvelle circonscription issue de Bengough                                  | Nouvelle circonscription issue de Bengough | Nouvelle circonscription issue de Bengough | Nouvelle circonscription issue de Bengough | Nouvelle circonscription issue de Bengough |
| --------------------------------------------------------------------------- | ------------------------------------------ | ------------------------------------------ | ------------------------------------------ | ------------------------------------------ |
| 17e                                                                         | 1971–1975                                  |                                            | David Hadley Lange                         | Néo-démocrate                              |
| Circonscription dissoute parmi Bengough-Milestone et Assiniboia-Gravelbourg |                                            |                                            |                                            |                                            |